# Bravantice
Bravantice (v místním nářečí Brabantice, německy Brosdorf nebo také Brofansdorf) jsou obec, která se nachází v okrese Nový Jičín v Moravskoslezském kraji. Žije zde přibližně 1 000 obyvatel.

## Název
Na vesnici bylo přeneseno původní pojmenování jejích obyvatel Bravantici (případně Brabantici, jak ukazuje doklad z roku 1421), které bylo odvozeno od osobního jména Bravant (převzaté z německého Brabant). Význam místního jména byl „Bravantovi lidé“. Dříve než české je doloženo německé jméno, které zprvu znělo teoreticky Brabantsdorf – „Brabantova ves“, třebaže nejstarší doklady ukazují hláskově upravenou (nářeční) podobu Profandtsdorf, která se dalším vývojem zkrátila na Brosdorf užívané od 18. do 20. století.

## Historie
První písemná zmínka o obci pochází z roku 1370. V letech 1478–1602 byly Bravantice v držení polských šlechticů z Chobřan. Prvním z nich byl Jan z Chobřan. Od roku 1651 jsou vlastníky panství hrabata z Vrbna. Ti drželi toto panství až do roku 1722. V letech 1722–1797 byly Bravantice v držení svobodných pánů Řeplínských z Berečka. Od roku 1835 zde byli Blucherové z Wahlsttatu.
Za první republiky byly v Bravanticích dvě samostatné německé školy a česká menšinová škola. Bravantice (Brofansdorf, Brosdorf) totiž byly až do roku 1946 německé. V obci žilo od roku 1918 asi 15 rodin českých zemědělských dělníků. Po osvobození, které proběhlo 30. dubna 1945, byly Bravantice postupně osídleny českým obyvatelstvem.
Od roku 1979 až do 31. prosince 1998 byla obec Bravantice místní části blízkého města Bílovce. K 1. lednu 1999 se obec Bravantice osamostatnila. Tomuto osamostatnění předcházelo referendum, které proběhlo v roce 1998. 7. až 9. července 1997 byla obec postižena povodní, která mimo jiné částečně strhla historický most u zámku a značně poškodila kostel sv. Valentina.

## Součást okresů

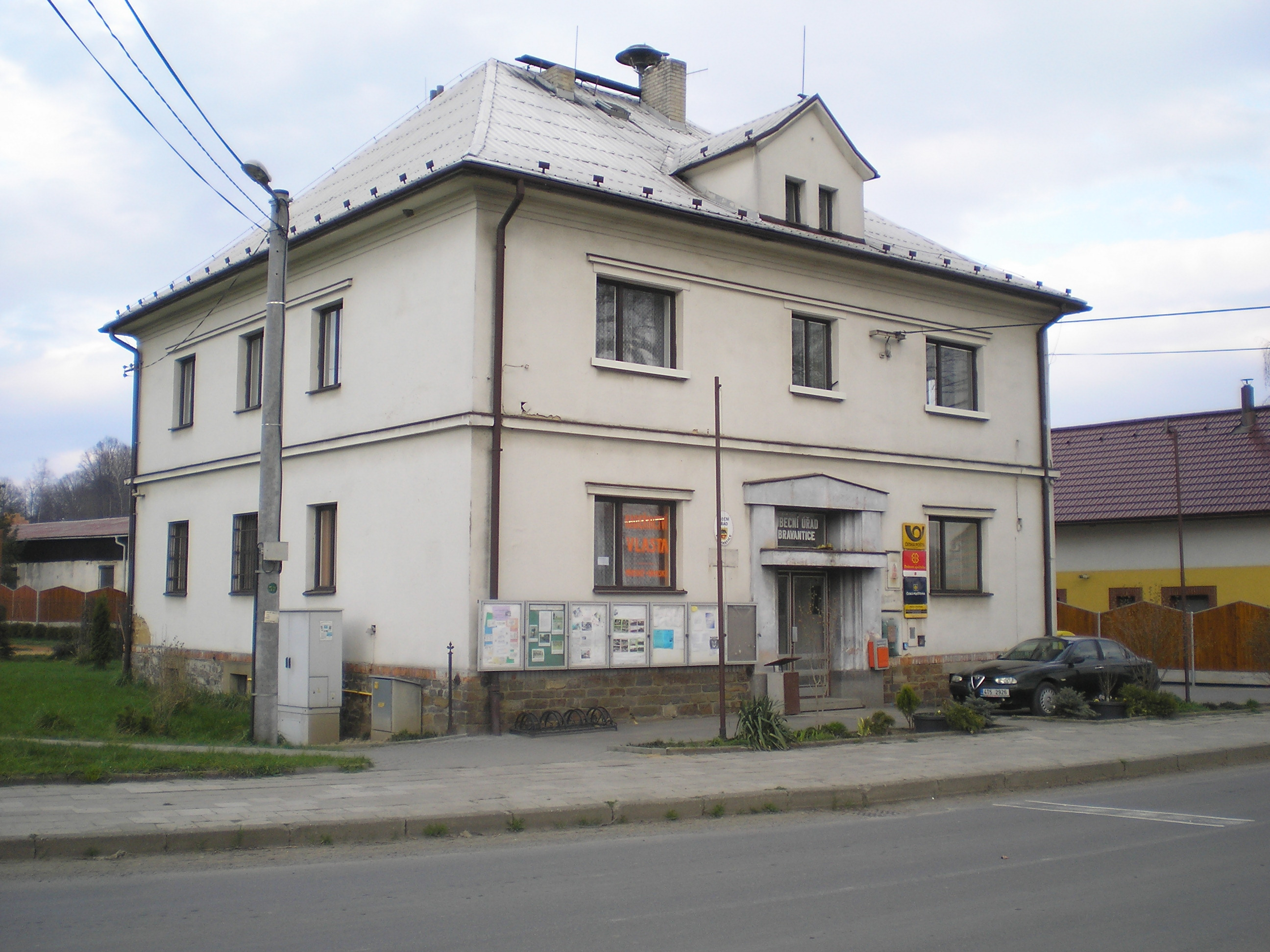
Obecní úřad Bravantice

- Opava (1850–1855)
- Klimkovice (1855–1868)
- Opava (1868–1896)
- Bílovec (1896–1960)
- Nový Jičín (od roku 1960)

## Okresní soudy
- v Klimkovicích (1850–1899)
- v Bílovci (1899–1960)
- v Novém Jičíně (od roku 1960)

## Doprava
Územím obce prochází dálnice D1 s exitem 342, na kterém přechází silnice I/47 v úseku od Bílovce na silnici II/647 směrem na Klimkovice. Silnice III. třídy na území města jsou:
- III/46416 ze silnice I/47 přes obec na Olbramice
- III/46427 ze silnice I/47 na Studénku
- III/46427h podél dálnice

## Pamětihodnosti
- Zámek Bravantice
- Kostel svatého Valentina
- Kaple
- Pomník Antona Hankeho – nachází se mezi obecním úřadem a základní školou
- Pomník obětem první světové války[7]

## Obyvatelstvo
| Rok            | 1869  | 1880  | 1890  | 1900  | 1910  | 1921  | 1930  | 1950 | 1961 | 1970 | 1980 | 1991 | 2001 | 2011 | 2021 |
| -------------- | ----- | ----- | ----- | ----- | ----- | ----- | ----- | ---- | ---- | ---- | ---- | ---- | ---- | ---- | ---- |
| Počet obyvatel | 1 181 | 1 196 | 1 182 | 1 260 | 1 183 | 1 120 | 1 187 | 867  | 859  | 816  | 864  | 714  | 793  | 832  | 953  |
| Počet domů     | 149   | 205   | 155   | 161   | 200   | 208   | 216   | 204  | 167  | 172  | 178  | 205  | 207  | 232  | 284  |

Věková struktura obyvatel obce Bravantice roku 2011
Rodinný stav obyvatel obce Bravantice roku 2011
Vzdělání obyvatel obce Bravantice roku 2011

## Firmy v obci
- kadeřnictví Vlasta
- Kovovýroba Bártová
- potraviny Dostál
- Obecní hostinec
- restaurace U Mlýna
- restaurace U Ivoše
- restaurace Besta
- Rybaspol
- pneuservis Parkány
- zámečnictví Šustek
- motobar Bravantice
- GEIS parcel
- opravy praček Marek Němčík

## Doprava
Na území obce se nachází pět autobusových zastávek:
- Bravantice rozc. Studénka
- Bravantice rozc. Bílovec
- Bravantice u transformátoru
- Bravantice u mostu
- Bravantice hřbitov

Dopravu zde zajišťuje dopravce Arriva Morava a TQM. Obec je zahrnuta do ODIS (Ostravský dopravní integrovaný systém), ve kterém Bravantice zaujímají zónu 77 společně s Olbramicemi a Zbyslavicemi.

## Základní škola

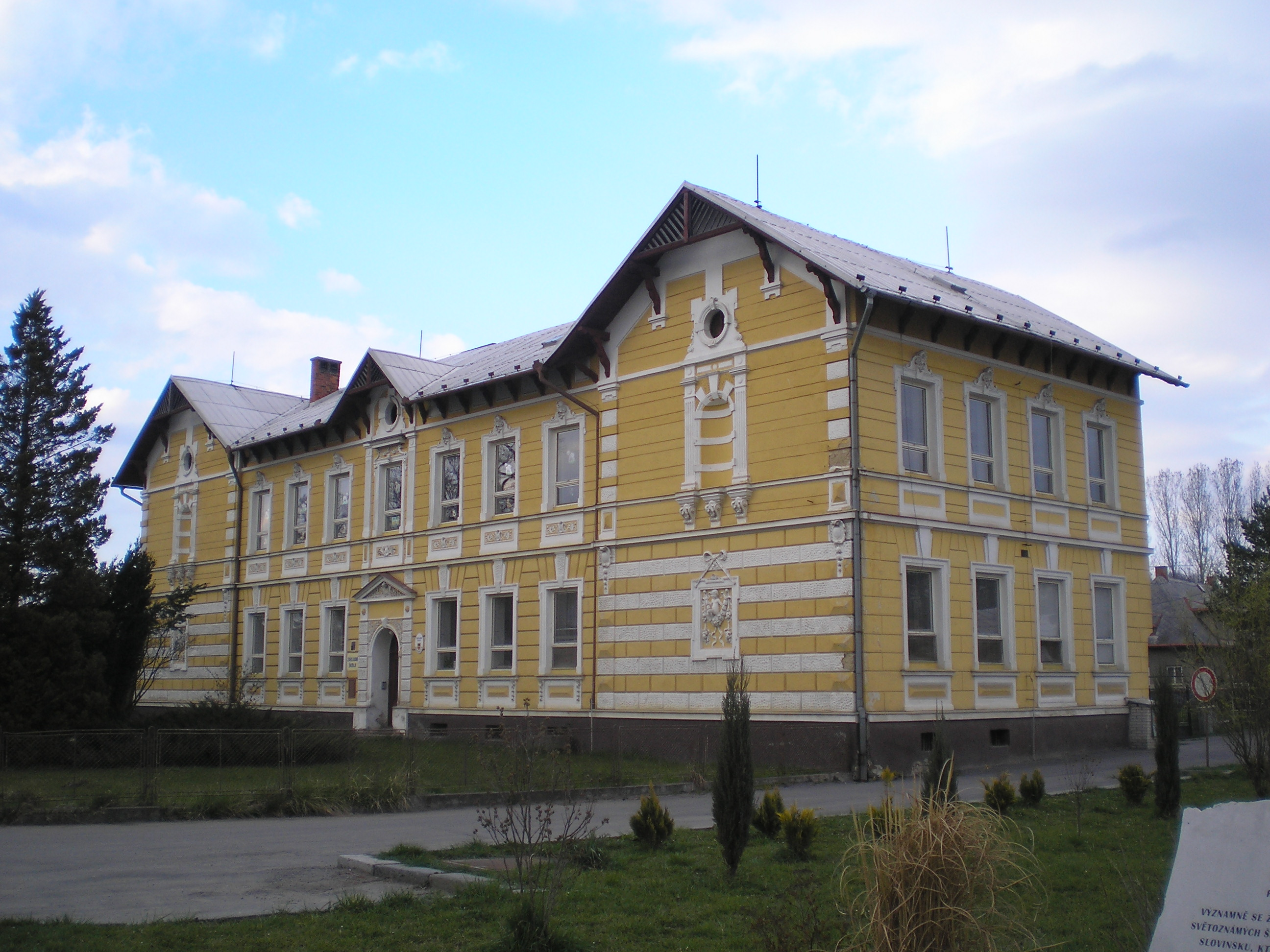
ZŠ Bravantice

Základní škola v Bravanticích je malotřídní, má pět ročníků s kapacitou 90 žáků.
Budova školy pochází z roku 1899. Do roku 1928 se zde vyučovalo pouze německy. Od září tohoto roku byla otevřena jedna česká třída, která se po třech letech přemístila do samostatné budovy (č. p. 69), kde fungovala až do roku 1938. Výuka v českém jazyce se do původní německé školy vrátila v září 1945.

## Osobnosti
- Anton Hanke (1840–1891), speleolog